# Bradinopyga cornuta
Bradinopyga cornuta – gatunek ważki z rodziny ważkowatych (Libellulidae).